# Gioco a Berlino
Gioco a Berlino (titolo orig. Berlin Game) è un romanzo di spionaggio del 1983 di Len Deighton. È il primo romanzo della prima delle tre trilogie su Bernard Samson, un ufficiale di intelligence di mezza età che lavora per il British Secret Intelligence Service (MI6).
Il romanzo è stato premiato nel 1984 con il Martin Beck Award, conferito dalla Svenska Deckarakademin  (Accademia svedese degli scrittori di gialli).

## Trama
Bernard Samson è un ex agente operativo del servizio segreto inglese che da cinque anni svolge nella sede di Whitehall funzioni direttive, ben protetto dietro una scrivania che rappresenta ormai la sicurezza e la tranquillità della posizione raggiunta.
È sposato con Fiona, una donna magnifica, ricca, che ricopre nello stesso servizio un incarico a un livello leggermente superiore al suo, e ha due incantevoli bambini.
Tutto nel servizio sembra funzionare a meraviglia fin quando da Berlino Est un agente tedesco, da sempre considerato la più preziosa fonte d'informazione di cui gli inglesi dispongono nella Germania Orientale, non comincia a dar segni di inquietudine: minaccia di abbandonare il servizio, senza dare spiegazioni di sorta e rifiuta di mettersi in contatto con gli emissari di Whitehall; insomma non si fida.
Il suo comportamento appare sospetto: non è individuo da improvvise bizzarrie; deve essere successo qualcosa - e  qualcosa di grave.
Per Whitehall non c'è che una soluzione: inviare sul posto un uomo che Brahms Quattro (questo il nome dell'agente tedesco) conosca personalmente e di cui si fidi ciecamente.
La scelta cade su Bernard Samson. Egli infatti è il solo, insieme a Silas Gaunt, il vecchio capo di Whitehall, che abbia conosciuto Brahms Quattro di persona.
Samson parte per la sua difficile missione, fa tappa presso la centrale di spionaggio inglese di Berlino Ovest e qui cominciano a nascere in lui i primi sospetti circa i reali motivi per cui Brahms Quattro vuole disertare.
Nella Centrale di Londra si annida una spia del KGB, una talpa in grado di svelare ai tedeschi orientali l'identità di Brahms Quattro: ecco perché questi si rifiuta ad ogni contatto con gli agenti inglesi, e, ormai paralizzato, ha fatto intorno a sé solo terra bruciata.
Sarà arduo per lo stesso Samson, nella mente del quale trova ora posto la diffidenza verso chiunque, riguadagnare la fiducia e quando finalmente vi riuscirà si troverà di fronte alla più sconvolgente e amara delle sorprese: sua moglie Fiona era la talpa.
Samson salverà Brahms Quattro, ma verrà a sua volta arrestato.

## Edizioni in italiano
- Gioco a Berlino, traduzione di Attilio Veraldi, Collana La Scala, Milano, Rizzoli, 1985, ISBN 978-88-176-7331-0.
- Len Deighton, Gioco a Berlino, traduzione di Attilio Veraldi, Milano: Biblioteca universale Rizzoli, 1988, ISBN 978-88-171-1349-6.